# Храмцов, Андрей Георгиевич
Андре́й Гео́ргиевич Храмцо́в (22 июня 1936, д. Аксеново, Саргатский район, Омская область — 13 июля 2023, Ставрополь, Россия) — российский учёный в области технологий глубокой переработки молочного сырья, академик РАСХН (1993), академик РАН (2013).

## Биография
Родился 22 июня 1936 года в деревне Аксеново Саргатского района Омской области. Окончил Омский СХИ (1959).
- 1959—1962 — главный инженер Чарышского и Алтайского головных маслосырозаводов.
- 1962—1965 — главный инженер Барнаульского гормолкомбината и Алтайского маслосырокомбината.
- 1965—1971 — зав. лабораторией ВНИИ маслодельной и сыродельной промышленности (ВНИИМС).
- 1971—1978 — директор Северо-Кавказского филиала ВНИИМС.
- 1978—1980 — заведующий кафедрой Воронежского технологического института.
- С 1980 г. — заведующий кафедрой, профессор Ставропольского государственного технического университета (сейчас Северо-Кавказский федеральный университет).

Доктор технических наук (1974), профессор (1978), академик РАСХН (1993), академик РАН (2013).
Разработал физико-химические основы технологии производства молочного сахара, технологию получения бифидогенного белково-углеводного концентрата из молочной сыворотки.
Автор (соавтор) 20 учебников и учебных пособий и 35 учебно-методических разработок, 25 монографий.
Заслуженный деятель науки Российской Федерации. Лауреат премии Правительства РФ в области науки и техники (2001). Награждён орденом «Знак Почёта» (1971).
Умер 13 июля 2023 года в Ставрополе на 88-м году жизни.

## Основные работы
- Промышленная переработка нежирного молочного сырья / соавт.: К. А. Полянский и др. — Воронеж: Изд-во Воронеж. ун-та, 1992. — 189 с.
- Молочное дело фермера: (учеб. пособие): в 2 ч. / соавт.: А. В. Оноприйко и др. — Ставрополь: Ставроп. гос. техн. ун-т, 1996.
- Рациональная переработка и использование белково-углеводного молочного сырья / соавт. П. Г. Нестеренко. — М.: Молоч. пром-сть, 1998. — 102 с. — (Б-чка специалиста).
- Российская лактулоза — XXI век: новые перспективы молочной промышленности России / соавт.: И. А. Евдокимов и др. — М.: Изд-во МИИТ, 2000. — 118 с.
- Промышленная переработка вторичного молочного сырья / соавт. С. В. Василисин. — М.: ДеЛи принт, 2003. — 99 с.
- Технология продуктов из молочной сыворотки: учеб. пособие для студентов, обучающихся по направлениям 655900 «Технология сырья и продуктов живот. происхождения» для спец. 271177 "Технология молока и … / соавт. П. Г. Нестеренко. — М.: ДеЛи принт, 2004. — 588 с.
- Технология кормовых добавок нового поколения из вторичного сырья: учеб. пособие для студентов…- М.: ДеЛи принт ; Вологда: Полиграфист, 2006. — 286 с.
- Лактоза и её производные =Lactose and its derivatives / соавт.: Б. М. Синельников и др. — СПб.: Профессия, 2007. — 767 с.
- Безотходная переработка молочного сырья: учеб. пособие для студентов вузов…/ соавт. П. Г. Нестеренко. — М.: КолосС, 2008. — 200 с.
- Технология продуктов из вторичного молочного сырья: учеб. пособие для студентов…. / соавт.: С. В. Василисин и др. — СПб.: ГИОРД, 2009. — 422 с.
- Биотрансформация нанокластеров молочной сыворотки: моногр. / соавт. А. Д. Лодыгин. — Ставрополь: Изд-во СевКавГТУ, 2010. — 104 с.
- Инновационные технологии промышленной переработки молочной сыворотки на кормовые добавки для сельскохозяйственных животных и птицы: моногр. / соавт.: Н. М. Панова и др. — Ставрополь: Изд-во СевКавГТУ, 2011. — 122 с.
- Инновационные приоритеты и практика технологической платформы модернизации молочной отрасли АПК России: моногр. — Волгоград: Волгогр. науч. изд-во, 2013. — 147 с.
- Управление качеством молочной сыворотки. — Ставрополь: Изд-во СКФУ, 2015. — 124 с.